# Ragusa (província)
A província de Ragusa é uma província italiana da região de Sicília com cerca de 292 000 habitantes, densidade de 181 hab/km². Está dividida em 12 comunas, sendo a capital Ragusa.
Faz fronteira a norte com a província de Catania, a noroeste com a província de Caltanissetta, a este com a província de Siracusa, e com o Canal da Sicília a sudoeste. Desde 2015, foi substituída por o Libero consorzio comunale di Ragusa (Livre consórcio municipal de Ragusa).